# Marion County, Georgia
Marion County är ett administrativt område i delstaten Georgia, USA, med 8 742 invånare. Den administrativa huvudorten (county seat) är Buena Vista.

## Geografi
Enligt United States Census Bureau har countyt en total area på 951 km². 950 km² av den arean är land och 1 km² är vatten.

### Angränsande countyn
- Talbot County - nord
- Taylor County - nordost
- Schley County - öst
- Sumter County - sydost
- Webster County - syd
- Chattahoochee County - väst

### Orter
- Buena Vista (huvudort)